# Оружие викингов
Оружием викингов были мечи, копья и боевые топоры, а также лук и стрелы.

## Мечи

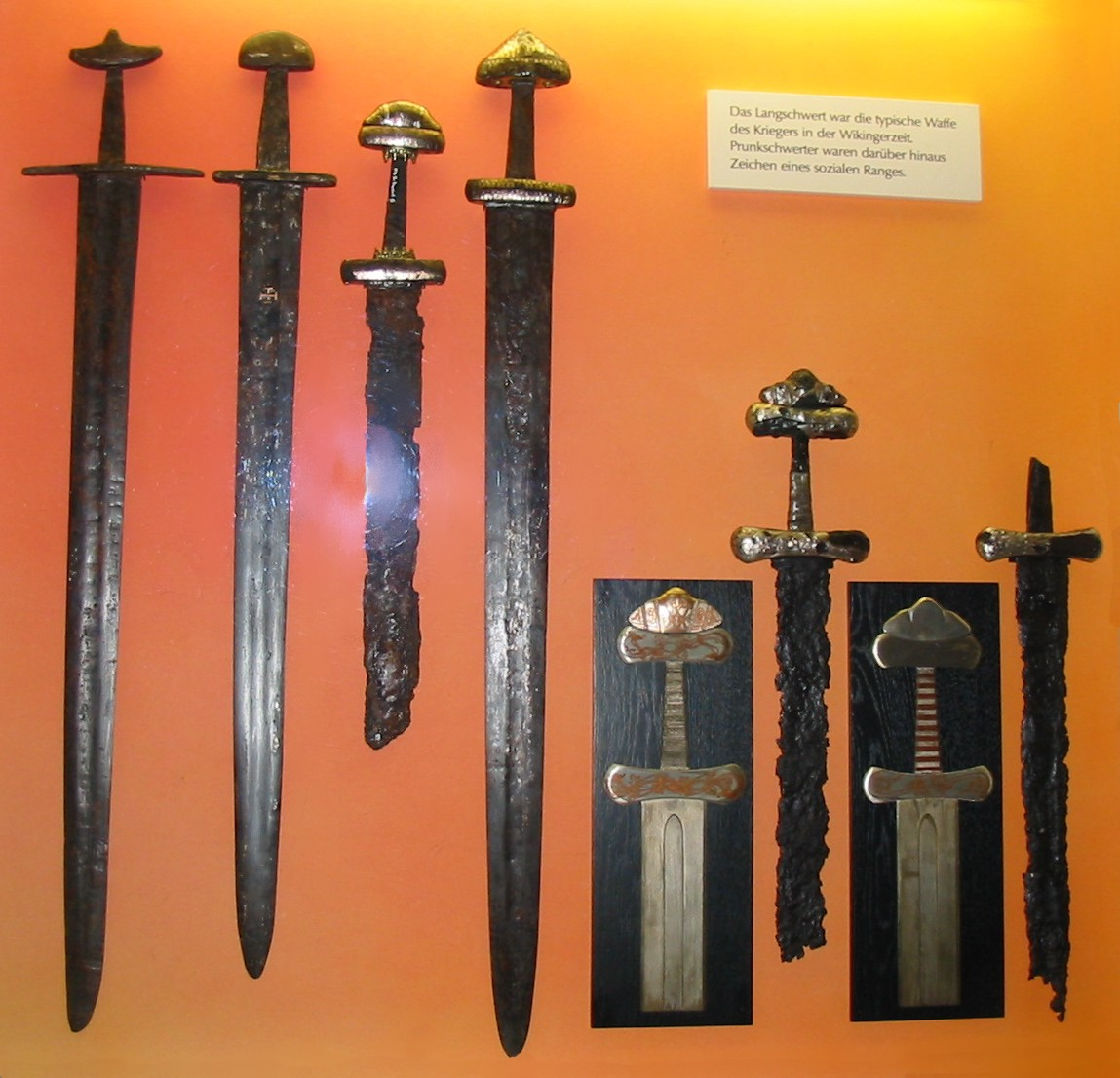
мечи в музее викингов в городе Хедебю.

Если судить по археологическим исследованиям скандинавских захоронений IX—X века, мечи являлись самым распространённым оружием. Однако, скорее всего, их просто тщательнее сохраняли, в то время топоры, к примеру, использовались в качестве рабочих инструментов.
Под словосочетанием «скандинавский меч Эпохи викингов» чаще всего понимают двухлезвийный клинок из тигельной стали с долом по центру, рукоятью под одну руку и характерным навершием. Действительно, три четверти мечей обоюдоострые, однако оставшаяся четверть однолезвийная — то есть, имеет одностороннюю заточку и похожа на очень длинный скрамасакс, который снабжен гардой и навершием того или иного характерного для Скандинавии вида. Длина клинков того и другого вида чаще всего составляла 77-80 сантиметров. Ширина в верхней части клинка варьируется от 5 до 6 сантиметров. Рукоять короткая — расстояние между гардой и навершием от 8,5 до 10,5 сантиметров — чаще всего 9 или 9,5. Масса клинка около килограмма.
Мечи частично привозились из соседних стран, в частности из Франкского Королевства. Об этом свидетельствуют клейма франкских оружейных мастерских на клинках, наиболее известными являются клейма мастерской Ульфберта (Ulfberht), которые нередко подделывались. Немалая часть изготовлялась в самой Скандинавии, где мастера нередко копировали и развивали привозные образцы.
Однолезвийные мечи использовались в первой половине Эпохи викингов, максимум, до X века — позже встречаются только двухлезвийные. Если верить исследованиям Петерсена, качество привозных франкских мечей было гораздо выше аналогичных скандинавских — содержание углерода в стали норвежских мечей существенно ниже.
По сравнению с более поздним европейским холодным оружием, весившим и по 3 килограмма, меч эпохи викингов был относительно лёгким (в среднем 1,2-1,5 кг). Однако, в силу особенностей конструкции рукояти и клинка, наносить им какие-либо удары, кроме рубящих, на практике было затруднительно. Достоверных сведений — описаний или изображений — которые показывают, как именно дрались этим оружием, не сохранилось. Сведения исландских родовых саг на сей счет довольно поверхностны и противоречивы. Можно лишь предполагать, что меч чаще всего использовался для работы правой рукой в паре с круглым деревянным щитом кулачного хвата. Удар меча, вероятнее всего, принимался на щит, желательно на металлический умбон последнего, свой же меч использовался для нанесения ответного удара. Удары в таком сочетании эффективнее всего наносить по голове или по ногам, для которых в эпоху викингов практически не было защитного снаряжения.
В «Саге о Гисли, сыне Кислого» главный герой убивает противника на поединке, расколов последнему череп, но и сломав при этом свой ценный меч. В «Саге об Эгиле» и «Саге о Битве на Пустоши» упоминаются внезапные удары мечом, подрубающие ноги противника.
Особо ценным мечам порой присваивались личные имена. В «Саге об Эгиле» так описываются приготовления викингов к битве при Брунанбурге (937 г.):

«У Торольва было такое вооружение: большой и толстый щит, на голове — прочный шлем, у пояса — меч. Он называл этот меч — Длинный. Это было славное оружие. В руке Торольв держал копье. Наконечник копья был длиной в два локтя, и сверху у него было четырёхгранное острие. Верхняя часть наконечника была широкой, а втулка — длинная и толстая. Древко было такой длины, что стоя можно было рукой достать до втулки. Оно было очень толстое и оковано железом. Железный шип скреплял втулку с древком. Такие копья назывались „кол в броне“. Эгиль вооружился так же, как Торольв. У его пояса висел меч, который он называл Ехидна. Эгиль добыл его в Курляндии. Это было отличное оружие…»
Далее, при описании самой битвы, в саге дважды упоминается, что при нанесении рубящих ударов меч могли держать и обеими руками. Существовала, вероятно, и техника боя двумя мечами. В той же «Саге об Эгиле», в частности, говорится: «Эгиль приготовился к бою с Льотом. У него был щит, которым он обычно пользовался. На поясе у него был меч, который он называл Ехидна, а в руке он держал меч Драгвандиль…»

## Топоры
По данным, например, норвежских археологов на 1500 находок мечей в погребениях эпохи викингов приходится 1200 топоров, причём часто топор и меч лежали вместе в одном и том же захоронении. Нередко отличить топор рабочий от топора боевого довольно сложно, однако боевой топор эпохи викингов, как правило, меньше по размерам и несколько легче рабочего. Обух боевого топора гораздо меньше, а само лезвие значительно уже. Большинство боевых топоров, предположительно, использовалось для работы одной рукой.
В более позднее время, в X-XI веках появились массивные т. н. «датские топоры» — с краями-полумесяцами, шириной лезвия до 45 см, носящие название «бродекс» (bredøkse) или «брайдекс» — от breið öx (плотницкий топор).
Скандинавские саги, помимо обычного топора, упоминают ещё atgeir и kesja — разновидности комбинированного древкового оружия, подобного алебарде, возможно импортного происхождения.

## Ножи (саксы)

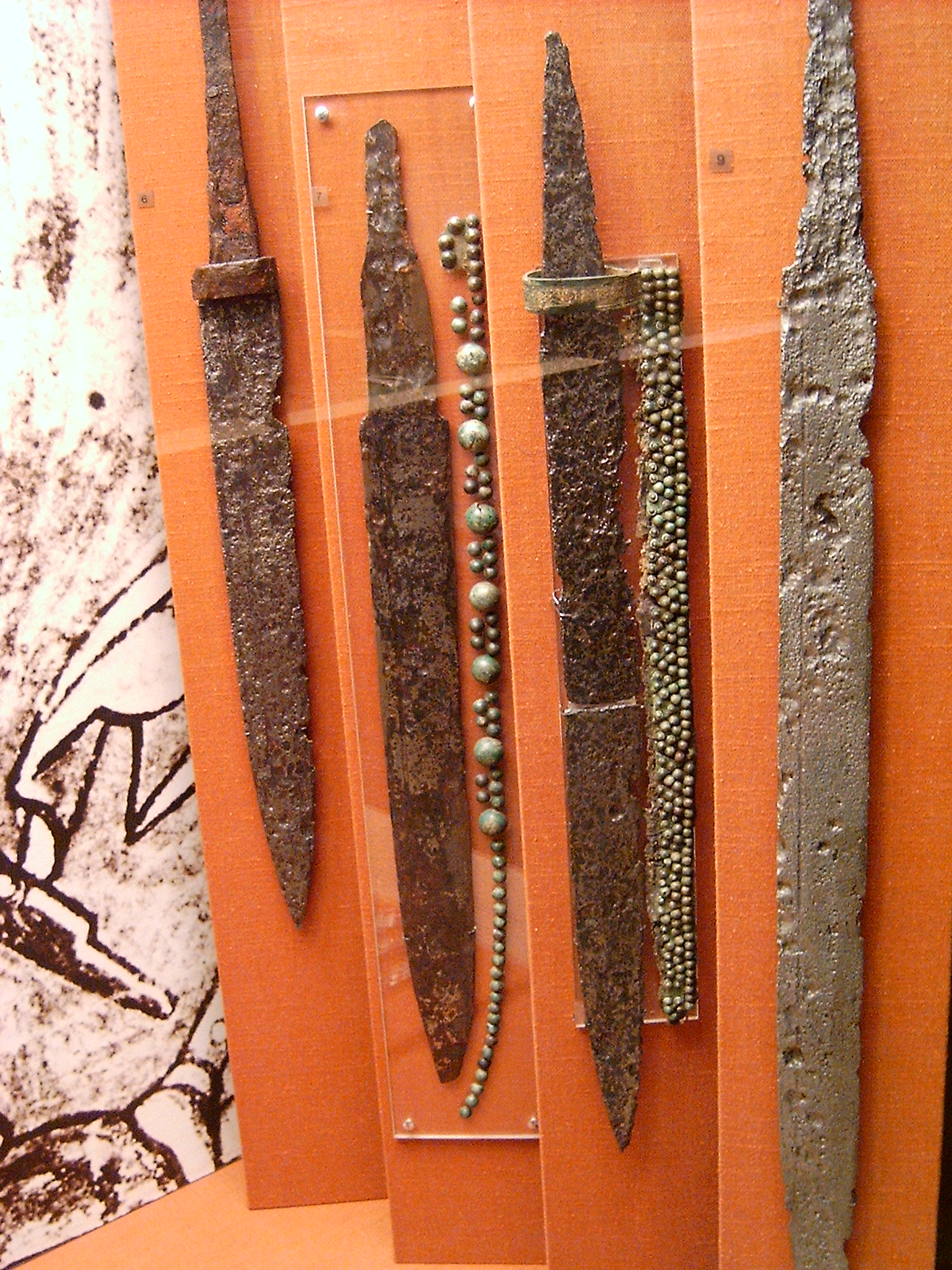
Саксы в музее викингов в городе Хедебю

Сакс — длинный нож с односторонней заточкой, который обычно имели почётные граждане в норвежском обществе. Более длинный вариант назывался скрамасаксом. В мирное время это было неким подобием мачете, но также было грозным оружием в ближнем бою. Богатому человеку принадлежал нож большего размера, по размеру немного уступающий мечу.

## Копья
Копья — наиболее распространённый вид оружия. Северное копьё имело древко около пяти футов (примерно 1,5 м.) длиной с длинным широким наконечником листовидной формы. Таким копьем можно было и колоть, и рубить.
В «Саге об Эгиле» при описании битвы при Брунанбурге, в частности, говорится:

«Торольв так разъярился, что забросил щит себе за спину и взял копье обеими руками. Он бросился вперед и рубил и колол врагов направо и налево. Люди разбегались от него в разные стороны, но многих он успевал убить. Так он расчистил себе путь к знамени ярла Хринга, и никто не мог перед ним устоять. Он убил воина, который нес знамя ярла Хринга, и разрубил древко знамени. Потом он вонзил копье ярлу в грудь, так что оно прошло через броню и тело и вышло между лопаток…»
По другим источникам, данное копье также называлось «рогатиной». Изготавливали древки в основном из ясеня, оковывая железом для того, чтобы древко нельзя было перерубить. Весило такое копьё немало, потому метать его было непросто.
Существовали и специальные метательные копья, аналогичные европейским дротикам и славянским сулицам. Такие копья были короче, с более узким наконечником. Часто на них закреплялось металлическое кольцо, обозначавшее центр тяжести и помогающее воину придать броску правильное направление.

## Луки
Лук делался из одного куска дерева, обычно тиса, ясеня или вяза, тетивой часто служили сплетённые волосы. Стрелы в VII—IX вв. имели различные наконечники в зависимости от применения — более широкие и плоские для охоты, более узкие и тонкие для боевого применения.